# Wildlife Studios
Wildlife Studios é uma desenvolvedora brasileira de jogos eletrônicos e publicadora para dispositivos móveis, fundada em 4 de abril de 2011 por Victor Lazarte, Arthur Lazarte e Michael Mac-Vicar. A empresa é reconhecida como uma das maiores do mundo em seu segmento, com mais de 60 jogos lançados e bilhões de downloads globalmente.

## História
A Wildlife Studios teve início na casa dos pais dos fundadores, em São Paulo. Com o crescimento, a empresa estabeleceu sua sede no bairro Itaim Bibi, ocupando dois andares no Condomínio Corporate Park e, posteriormente, expandindo para o edifício Square 955 Corporate.
Em dezembro de 2019, a Wildlife tornou-se um "unicórnio" — startup avaliada em mais de US$ 1 bilhão — após uma rodada de investimentos liderada pelo fundo norte-americano Benchmark Capital, alcançando uma avaliação de US$ 1,3 bilhão.
Segundo o site oficial da empresa, a Wildlife Studios possui 800 colaboradores. No entanto, fontes independentes relatam que, em janeiro de 2024, a empresa realizou uma redução de 21% no seu quadro de funcionários, equivalente a cerca de 130 profissionais.

## Escritórios
Além da sede em São Paulo, a Wildlife Studios possui escritórios em Buenos Aires (Argentina), Dublin (Irlanda) e São Francisco (Estados Unidos), refletindo sua presença global no mercado de jogos.

## Jogos Notáveis
A empresa é responsável por diversos títulos de sucesso, incluindo:
- Sniper 3D
- Suspects
- Zooba
- Tennis Clash
- War Machines
- Colorfy
- Midas Merge

Esses jogos contribuíram para que a Wildlife acumulasse mais de 3 bilhões de downloads em todo o mundo.

## Ligações Externas
- Wildlife Studios (site oficial) (em português brasileiro)